# Битва під Бужином (1662)
Битва під Бужином — битва козацько-татарського війська на чолі з гетьманом Ю. Хмельницьким та Мехмедом IV супроти козацько-московської армії наказного гетьмана Лівобережжя Я. Сомка і стольника Г. Ромодановського М. Приклонського. Відбулася 3 (13) серпня 1662 поблизу містечка Бужин.

## Передумови
Після поразок в Чуднівських баталіях та підписання Слободищенського трактату козацько-старшинський клан Сомка-Золотаренка відмовився визнавати владу Хмельницького та повертатися під адміністрацію Речі Посполитої, і на сепаратних засадах запросив на допомогу в боротьбі з гетьманом 15-тисячне московське військо на чолі з князем Г. Ромодановським. 12 (22) березня 1662 полки Я. Сомка, за допомоги царської армії, завдали поразки війську Хмельницького під містечком Жовнин, а 16 (26) липня того ж року — під Каневом.
Перебуваючи в стані ейфорії, і бажаючи добити суперника, Ромодановський на початку серпня вислав на Правобережну Україну разом з козаками частини під проводом М. Приклонського, які узяли та перетворили на попелище Костянтинівку, Балаклію, Смілу та Орловець:
|  | «Переможець же князь Ромодановський, покладаючись на свою фортуну і не сподіваючись, що Хмельниченко так скоро стане готовий до відпору, виправив значну частину московського й козацького війська з Сомком за Дніпро під Чигрин, щоб добити там гетьмана Хмельниченка. А сам князь з іншими московськими та козацькими військами, що були під началом ніжинського полковника Васюти, відступив від Дніпра до Лубен і розклався біля них для військового відпочинку.» |

## Перебіг битви
Хмельниченко, дізнавшись про це, з'єднав козаків та орду й зустрів супротивника біля Бужина. 3 (13) серпня битву розпочали Подільський і Брацлавський полки на чолі з гетьманом. Під тиском нападників козацько-московське військо було вщент розбите, частина їх, відступаючи до переправи через Дніпро, потопилася. Невдовзі
по тому Хмельницький з ордою вирушили на Лівобережжя. Князь Ромодановський, коли почув про поразку за Дніпром, відступив з Лубен до Зінькова і, спаливши містечко, втік до Білгорода.

## Наслідки
Перемога не дала змоги Ю. Хмельницькому закріпити свою владу оскільки татари почали грабувати козацькі землі й вивели до Криму велику силу бранців, що викликало гнів та обурення української громади:
|  | «Вони не тільки грабували та брали ясир у Лубенському та інших полках, але вторгалися й за Десну під Чернігів, де вогнем і мечем сплюндрували численні навколишні села й збезчестили Чернігівський Святотроїцький Іллінський монастир.» |

Восени 1662-го, по завершенні спільного з кримчаками походу, на скликаній в Каневі старшинській раді Хмельницький заявив про бажання зректися булави й прийняти чернецтво. На початку 1663-го Генеральна рада задовольнила відмову Юрія від гетьманства, і Хмельниченко, перехрестившись на Гедеона, став ченцем Ірдинського монастиря.